# Tykarpsgrottan

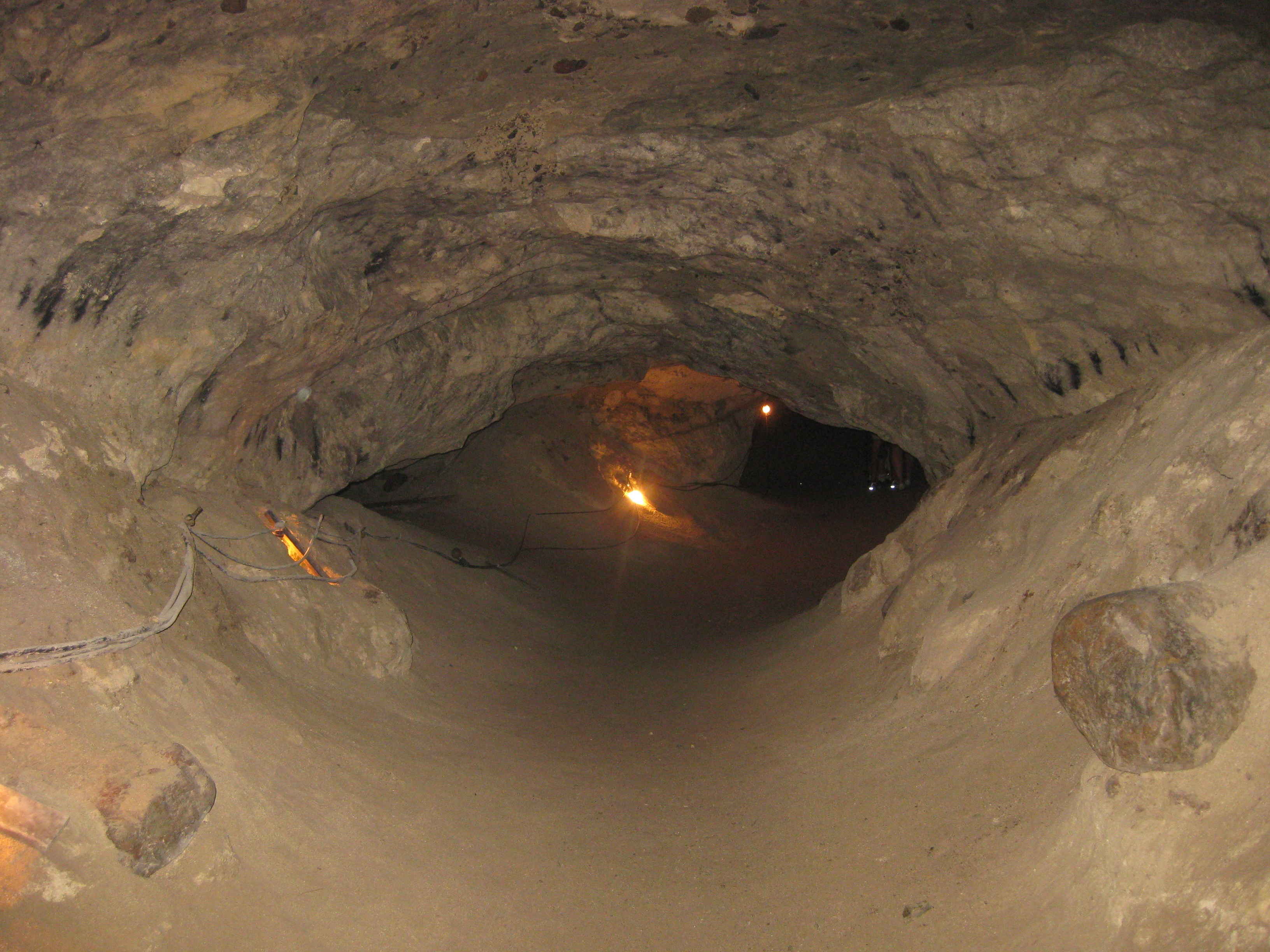
Ingången till Tykarpsgrottan.

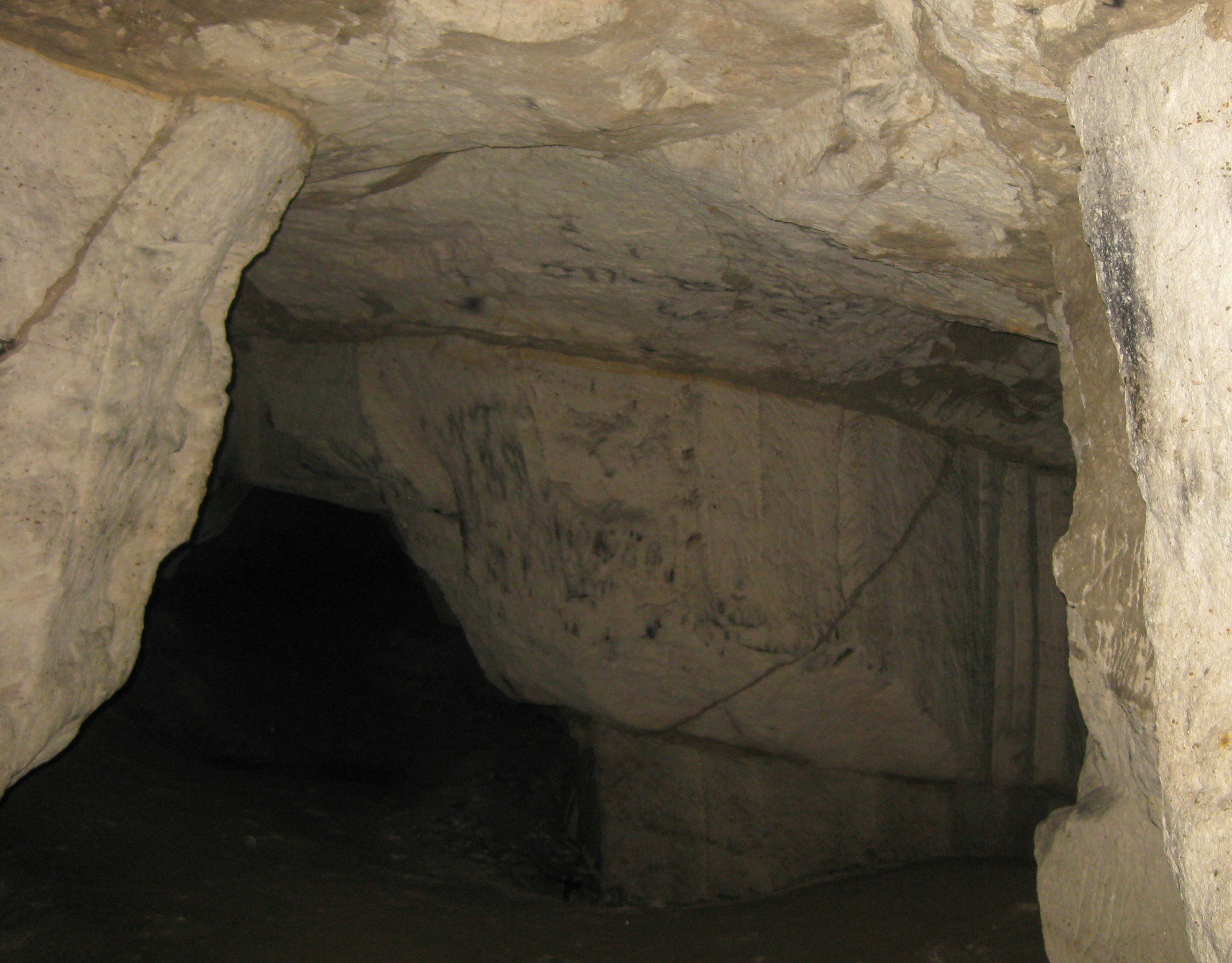
Gångar och pelare vid Lilla salen i Tykarpsgrottan.

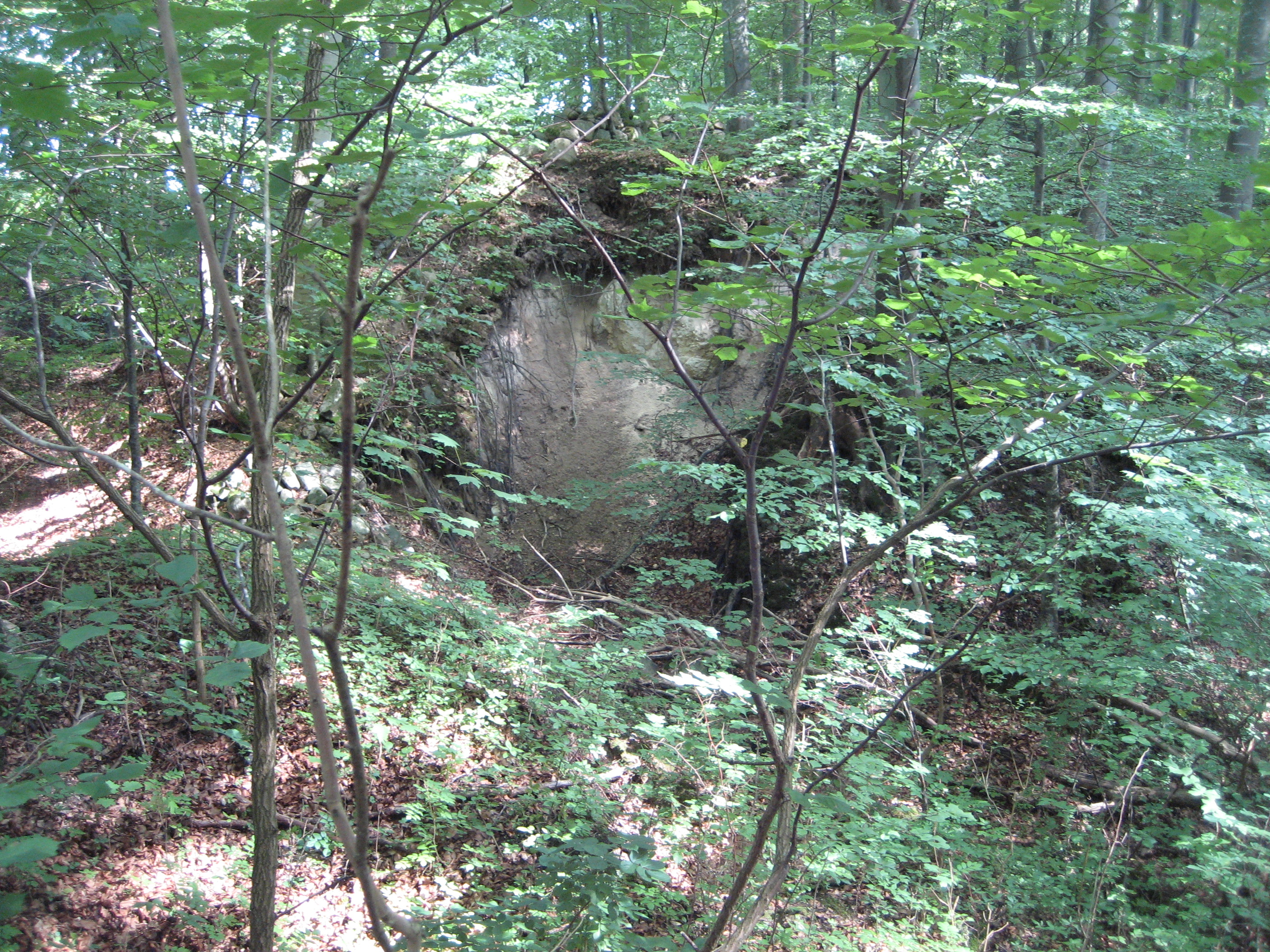
Vedhygge gruvkomplex

Tykarpsgrottan är en före detta gruva för brytning av ignabergakalksten med en mängd labyrintiska gångar något tiotal meter under jord som ligger vid Tykarp intill Ignaberga utanför Hässleholm. Tykarpsgrottan är cirka 20 000 m² stor men det är bara ungefär hälften som kan beträdas. Redan under 1100-talet började man bryta kalk i Tykarp. Gruvan som är känd som Tykarpsgrottan var i drift från 1700-talets mitt till 1888. Sedan 1950-talet har den varit en turistattraktion, men fick stänga i augusti 2010 på grund av att den saknade nödutgång. I maj 2012 kunde grottan åter öppnas för turister sedan en ny tunnel och utgång byggts.
I Tykarpsgrottan har bland annat scener från ungdomsthrillern Kullamannen, familjefilmen Ronja Rövardotter (Mattisborgens ölkällare) samt tv-serien Snapphanar spelats in. Tykarpsgrottan nämns även i Edith Unnerstads bok Farmorsresan.
Förutom Tykarpsgrottan finns det minst fyra gruvor till i naturen runt Ignaberga. Dessa är i sämre skick, ej utmärkta på plats och besöks sällan av turister. Brytningen började i Kiabacksgruvan på 1700-talets mitt. Kiabacksgruvan har ingången i en byggnad av murad sten och torvtak. Gruvan är idag igenmurad några meter in från ingången. Bredvid ingången finns en oval kalkugn av kallmurad, ställvis sintrad sten som utvändigt är cirka 5x6 m och cirka  1.5 m djup och inre diameter cirka 2,5 m.
Cirka hundra meter från Kiabacksgruvan finns en ingång till ett underjordiskt kalkstensbrott till. Gruvan är inte namngiven och åldern är okänd men benämnd Ignaberga 20:1 av Riksantikvarieämbetet. Gruvan är stängd med järngrind några meter in. Så långt in man kan se så ser den ut att vara oraserad. Bredvid vägen mellan Ignaberga och Vedhygge finns en ingång till ett underjordiskt kalkbrott i en ravin. Den är helt övertäckt med sten. Namn och ålder är okända. Anläggningen är benämnd Ignaberga 24:1 av Riksantikvarieämbetet. 

## Vedhygge gruvkomplex
I Vedhygge finns Vedhygge gruvkomplex som troligtvis är 140 x 120 meter. Eventuellt är det större, utsträckningen av Vedhygge gruvkomplex är ännu inte känd. Brytningen ägde rum från 1500-talet till 1700-talets mitt. I västra delen av området finns intakta underjordiska salar men stora delar av gruvan har rasat in. Cirka 50 meter söder om området finns ytterligare ett sönderskuret område som sannolikt består av raserade gruvor. Dessa två kan höra ihop. Den 27 juli 1749 passerade Carl von Linné och sekreteraren Olof Söderberg Vedhygge. I reseprotokollet berättas att: "Kalk-brottet här i wästra Gyinge Härad, Eknaberga Socken, Wedhygge gård, låg öster om åkrarna och söder om wägen, på et högländt land". Bönderna hackade kalk i dagbrottet och gjorde gångar "liksom kyrko-hwalf". Linné ska även ha påvisat faran med att man inte sparade pelare när man grävde ur. Detta gjorde man i Tykarpsgrottan som var ny när Linné gjorde sin skånska resa. Linné fick rätt, naturen ovanpå Vedhygge gruvkomplex är idag full av "kratrar" från insjunkna delar av gruvan.